# Loureedia phoenixi
Loureedia phoenixi  (лат.) — вид мелких пауков рода Loureedia из семейства Eresidae. Иран. Назван в честь американского актёра Хоакина Феникса.

## Описание
Мелкие яркоокрашенные пауки. Длина самцов около 8 мм; длина карапакса 5,25 мм (ширина 4,0 мм).
Хелицеры крупные. Ноги толстые.
Карапакс, стернум, лабиум, хелицеры и максиллы темно-коричневые с  оттенками красного. 
Карапакс в основном покрыт длинными черными щетинки и рассеянными короткими белыми щетинками, с локализованными пятнами коротких красных щетинок в основном на грудной половине или в центре головной части. Ноги покрыты тонкими черными волосками, с отчетливыми участками белых волосков на стыках всех сегментов, которые редко соединяются друг с другом, образуя отчетливые белые кольца. Брюшко с компактной продольной срединной красной полосой с боковыми выступами с компактными белыми пятнами на
их выступах. Активны в октябре и ноябре. 

## Систематика
Вид Loureedia phoenixi был впервые описан в 2020 году арахнологом Alireza Zamani (Zoological Museum, University of Turku, Турку, Финляндия) и Юрием Марусиком (Институт биологических проблем Севера ДВО РАН, Магадан, Россия). Включён в состав рода Loureedia Miller, Griswold, Scharff, Řezáč, Szűts & Marhabaie, 2012, в котором ранее было известно только 3 вида: Loureedia annulipes (Lucas, 1857) из Алжира, Туниса, Ливии, Египта и Израиля, Loureedia colleni Henriques, Miñano & Pérez-Zarcos, 2018 из Испании и Loureedia lucasi  (Simon, 1873) из Алжира и Марокко. От них он отличается строением пальп самца и его пролатеральной и ретролатеральной ветвей кондуктора. Новая находка расширяет ареал рода на более чем 1500 км на восток и выходит далеко за пределы  Средиезмноморского региона обитания других видов.

## Этимология
Видовое название L. phoenixi дано по имени американского актёра Хоакина Феникса (Joaquin Phoenix), вегана и зоозащитника, активиста борьбы за права животных и в связи с пёстрой окраской паука, сходной с ярким образом его героя-злодея из фильма «Джокер» (2019). Когда-то и сам род Loureedia был назван честь в американского музыканта Лу Рида.